# Calydorea azurea
Calydorea azurea är en irisväxtart som beskrevs av Friedrich Wilhelm Klatt. Calydorea azurea ingår i släktet Calydorea och familjen irisväxter. Inga underarter finns listade i Catalogue of Life.